# Leonardo Surro
Leonardo Surro (Avellino, 4 settembre 1962) è un dirigente sportivo ed ex calciatore italiano, attuale presidente dell'A.S.D. Leonardo Surro.

## Carriera
In carriera ha totalizzato complessivamente 44 presenze e 3 reti in Serie B con le maglie di Lazio e Catanzaro. Nella stagione 1982-1983, con 2 reti realizzate contro Bologna e Bari, ha contribuito alla promozione dei biancocelesti romani in Serie A, senza però essere confermato per la stagione successiva in massima serie.
Al termine dell'attività agonistica si cimenta nella carriera dirigenziale, ricoprendo il ruolo di osservatore per l'Inter, direttore generale del Pompei e successivamente responsabile del settore giovanile dell'Avellino. Attualmente ricopre la carica di presidente dell'A.S.D. Leonardo Surro, nata nel 1993 come F.C. Ariano, che cambierà denominazione nel 2010-2011 proprio su iniziativa di Surro.

## Palmarès
- Campionato italiano Serie C1

Catanzaro: 1984-1985